# Дизномія (супутник)
Дизномія, офіційне позначення (136199) Eris I Dysnomia — супутник карликової планети Ериди. Був виявлений 10 вересня 2005 року Майком Брауном і співробітниками в Обсерваторії Кека на Гаваях. Тимчасова назва — S/2005 (2003 UB313) 1.

## Властивості
Діаметр супутника близько 700 км. Він робить повний оберт довкола Ериди за 15,772 доби по орбіті близькій до колової з ексцентриситетом <0,01. Радіус орбіти 37 430 км. Вимірювання параметрів орбіти супутника дало змогу визначити масу Ериди, яка, як виявилося, на 27 % перевищує масу Плутона.

## Назва
Першовідкривачі пропонували для супутника назву Габріела (англ. Gabrielle) на честь супутниці Ксени — головного персонажа серіалу «Ксена: принцеса-воїн» (оскільки саму Ериду пропонувалося назвати Ксеною (англ. Xena)). Затверджену назву обрано на честь Дисномії, у давньогрецькій міфології — дух беззаконня (так перекладається грецьке слово Δυσνομία), дочка Ериди, богині помсти. Однак ця назва була запропонована не тільки тому, що Дисномія є дочкою Ериди, а й у зв'язку з тим, що прізвище новозеландської актриси Люсі Лоулесс, яка зіграла Ксену в серіалі, також перекладається як «беззаконна».